# Ataraxia
Ataraxia («Атараксия») — итальянская неоклассическая группа, комбинирующая в своём творчестве современные технологии с различными старинными инструментами. Сами участники группы описывают свою музыку как нечто среднее «между сакральным и профанацией, ethereal и неоклассицизмом, современной и средневековой музыкой». Они изучают европейские легенды, совмещая их с изучением греческих и латинских мифов. Созерцание, мысленные опыты, атмосфера грусти и меланхолии, ритуальные песнопения воплощаются в сказочном саду, в котором современные мотивы смешиваются с эхом классических мелодий. Лирика написана на множестве как древних языков, так и вполне современных, в попытке показать красоту языков. Большинство концертов группы проходит в местах, которые по мнению группы обладают особыми потусторонними силами. С момента своего создания в конце 1980-х, группа выпустила более 20 дисков.

## Дискография
- Simphonia sine Nomine (1994) (лейбл Apollyon и Energeia)
- Ad perpetuam rei memoriam (1994) (лейбл Apollyon)
- La malédiction d’Ondine (1995) (лейбл Energeia)
- The moon sang on the April chair (1995) (лейбл Apollyon)
- In amoris mortisque (1995) 10" (лейбл Apollyon)
- Il fantasma dell’Opera (1996) (лейбл Avantgarde)
- Concerto N. 6 (1996) (лейбл Apollyon)
- Historiae (1998) (лейбл Cold Meat Industry)
- Orlando (1998) Maxi CD (лейбл Prikosnovenie)
- Os cavaleiros do templo — Live in Portugal (1998) Концертное видео + CD (лейбл Symbiose)
- Lost Atlantis (1999) (лейбл Cold Meat Industry)
- Sueños (2001) (лейбл Cold Meat Industry)
- A Calliope, collection (2001) (лейбл Future Insights)
- Mon Seul Désir (2002) (лейбл Cold Meat Industry)
- Des Paroles Blanches (2003) цифровой сингл (лейбл Arkadyss)
- Saphir (2004) (лейбл Cold Meat Industry)
- Odos eis Ouranon (совместный сплит с Autunna Et Sa Rose) (2005), (лейбл Equilibrium Music)
- Arcana Eco (2005) Книга + CD (лейбл Ark Records)
- Paris Spleen (2006) с участием Madame Bistouri and Circuz KumP (лейбл Cold Meat Industry)
- Kremasta Nera (2007) (лейбл Ark Records)
- Sous Le Blanc Rosier (Best Of) (2007) (лейбл Shadowplay)
- Strange Lights (2009) (лейбл Shadowplay Release)
- Llyr (2010) (лейбл Prikosnovénie)
- Spasms (2013)
- Wind at Mount Elo (2014)
- Ena (2015)
- Deep Blue Firmament (2016)